# Herb Simon
Herbert Simon, detto Herb (New York, 23 ottobre 1934), è un imprenditore statunitense, proprietario degli Indiana Pacers della NBA e delle Indiana Fever della WNBA.
Avendo acquistato la franchigia dei Pacers nel 1983, è il proprietario più longevo della storia della NBA. Dal 2024 è membro del Naismith Memorial Basketball Hall of Fame in qualità di contributore.

## Biografia
Simon è nato nel distretto newyorkese di Brooklyn in una famiglia ebrea ed è cresciuto nel Bronx. Si è laureato in amministrazione aziendale presso il City College of New York. Nel 1960, insieme al fratello Melvin, ha fondato a Indianapolis la Melvin Simon & Associates, azienda privata che opera nel settore immobiliare. Nel 1993, tramite un'offerta pubblica iniziale, la società è stata resa pubblica come Simon Property Group, diventato uno dei più importanti fondi comuni di investimento immobiliare internazionali.
Nell'aprile 1983 Herb e Melvin acquistarono la franchigia NBA degli Indiana Pacers per 11 milioni di dollari, evitando un possibile trasferimento della squadra a Sacramento. Nel 2000 ha fondato le Indiana Fever, squadra di espansione della Women's National Basketball Association. Dal 2009 è anche proprietario dei Reno Aces, squadra di baseball della Minor League Baseball. Tra il 2015 e il 2020 è stato proprietario del Reno 1868 FC, squadra di calcio partecipante all'USL Championship.